# Zlaté Klasy
Zlaté Klasy és un poble i municipi d'Eslovàquia que es troba a la regió de Trnava, a l'oest del país.

## Història
La primera menció escrita de la vila es remunta al 1352.

## Demografia
| Godina             | 1994 | 2004    | 2014   | 2024   |
| ------------------ | ---- | ------- | ------ | ------ |
| Nombre de persones | 3164 | 3604    | 3584   | 3542   |
| Diferència         |      | +13,90% | −0,55% | −1,17% |

| Godina             | 2023 | 2024   |
| ------------------ | ---- | ------ |
| Nombre de persones | 3570 | 3542   |
| Diferència         |      | −0,78% |

## Viles agermanades
- Ecser, Hongria